# Соціальний робот
Соціальний робот — робот, здатний в автономному або напівавтономному режимі взаємодіяти і спілкуватися з людьми в громадських місцях.
Соціальний робот для реабілітації — пристрій телеприсутності, призначений для задоволення соціальних потреб (наприклад, потреби в спілкуванні або потреби дистанційно (віддалено) працювати для маломобільних громадян, інвалідів).
Соціальні роботи для реабілітації — елементи соціальної робототехніки, покликаної залучати людей з обмеженими можливостями у суспільне життя (робота, навчання, спілкування, розваги).